# Astana City
El Astana City (Código UCI:TSE) es un equipo ciclista kazajo de categoría continental y filial del equipo UCI ProTeam Astana.
En el año 2014 el equipo se vio comprometido en una serie de problemas de dopaje con tres corredores dando positivo por EPO, por lo cual el mánager general del Astana Alexandre Vinokourov se vio obligado a suspender la actividad del equipo filial.
En la temporada 2016 el equipo volvió a la competición bajo el nombre de Astana City.

## Material ciclista
El equipo utiliza bicicletas Specialized

## Clasificaciones UCI
A partir de 2005 la UCI instauró los Circuitos Continentales UCI, donde el equipo está desde que se fundó en 2008. Ha participado en carreras de distintos circuitos, con lo cual ha estado en las clasificaciones del UCI Africa Ranking, UCI America Ranking, UCI Asia Tour Ranking y UCI Europe Tour Ranking. Las clasificaciones del equipo y de su ciclista más destacado son las siguientes:
| Temporada                | Clasificación por equipos | Mejor corredor en la clasificación individual | Posición |
| 2011-2012 (Africa Tour)  | 7.º                       | Nikita Umerbekov                              | 33.º     |
| 2011-2012 (America Tour) | 16.º                      | Arman Kamyshev                                | 36.º     |
| 2011-2012 (Asia Tour)    | 17.º                      | Ruslan Tleubayev                              | 26.º     |
| 2011-2012 (Europe Tour)  | 27.º                      | Alexey Lutsenko                               | 40.º     |
| 2012-2013 (America Tour) | 31.º                      | Bakhtiyar Kozhatayev                          | 198.º    |
| 2012-2013 (Asia Tour)    | 5.º                       | Evgeny Nepomnyachshiy                         | 21.º     |
| 2012-2013 (Europe Tour)  | 47.º                      | Marco Benfatto                                | 87.º     |
| 2013-2014 (America Tour) | 21.º                      | Maxat Ayazbayev                               | 60.º     |
| 2013-2014 (Asia Tour)    | 11.º                      | Vadim Galeyev                                 | 19.º     |
| 2013-2014 (Europe Tour)  | 68.º                      | Bakhtiyar Kozhatayev                          | 342.º    |
| 2015 (Asia Tour)         | 41.º                      | Nikita Stalnov                                | 176.º    |
| 2015 (Europe Tour)       | 67.º                      | Matvey Nikitin                                | 192.º    |
| 2016 (Asia Tour)         | 29.º                      | Matvey Nikitin                                | 148.º    |
| 2016 (Europe Tour)       | 47.º                      | Nikita Stalnov                                | 127.º    |
| 2017 (Asia Tour)         | 29.º                      | Matvey Nikitin                                | 164.º    |
| 2017 (Europe Tour)       | 86.º                      | Galym Akhmetov                                | 723.º    |
| 2018 (Asia Tour)         | 46.º                      | Matvey Nikitin                                | 167.º    |
| 2018 (Europe Tour)       | 91.º                      | Galym Akhmetov                                | 778.º    |
| 2019 (Asia Tour)         | 21.º                      | Daniil Marukhin                               | 28.º     |

## Palmarés
Para años anteriores véase: Palmarés del Astana City.

### Palmarés 2019

#### Circuitos Continentales UCI
| Fechas      | Circuito             | Carreras                      | Ganador           |
| 29 de abril | UCI Europe Tour 2019 | 5.ª etapa del Tour de Bretaña | Sergey Luchshenko |

## Plantilla
Para años anteriores véase: Plantillas del Astana City.

### Plantilla 2019
| Nombre                 | Nacimiento | Nacionalidad | Equipo 2018             |
| Galym Akhmetov         | 20/03/1995 | Kazajistán   | Astana City             |
| Olzhas Bayembayev      | 22/01/1999 | Kazajistán   | Astana City             |
| Igor Chzhan            | 02/10/1999 | Kazajistán   | Astana City (stagiaire) |
| Ramis Dinmukhametov    | 21/09/2000 | Kazajistán   | Neoprofesional          |
| Maxim Gridchin         | 17/05/2000 | Kazajistán   | Neoprofesional          |
| Anton Kuzmin           | 20/11/1996 | Kazajistán   | Astana City             |
| Sergey Luchshenko      | 25/06/1994 | Kazajistán   | Astana City             |
| Daniil Marukhin        | 13/02/1999 | Kazajistán   | Astana City             |
| Bolat Niyazov          | 24/02/2000 | Kazajistán   | Neoprofesional          |
| Nurbergen Nurlykhassym | 25/03/2000 | Kazajistán   | Neoprofesional          |
| Dinmukhammed Ulysbayev | 21/07/1998 | Kazajistán   | Astana City             |
| Ivan Zaitsev           | 24/02/1999 | Kazajistán   | Astana City             |